# Álvaro Lara
Álvaro Fabián Lara Saldías (* 26. August 1984 in Linares; † 13. August 2011 in San Javier) war ein chilenischer Fußballspieler auf der Position des Stürmers.

## Karriere
Álvaro Lara wurde in der Jugend von CD Universidad Católica ausgebildet und debütierte 2004 in der Profimannschaft. Der Offensivakteur gewann mit den Cruzados die Meisterschaft der 2005-C. 2007 wechselte er in seine Geburtsstadt zu Deportes Linares. Nach einer guten Saison bei Deportes Concepción 2008 kam er noch im selben Jahr zu Curicó Unido, wo er mit dem Team Zweitligameister wurde und in die erste Liga aufstieg. 2009 stieg er mit dem Klub direkt wieder ab. 2010 war er bei Mitabsteiger Rangers de Talca unter Vertrag und nach Auslaufen seines Vertrages vereinslos.

## Erfolge
Universidad Católica
- Chilenischer Meister: 2005-C

Curicó Unido
- Chilenischer Zweitliga-Meister: 2008

## Tod
Lara starb am 20. November 2011 bei einem Autounfall mit zwei Freunden, als sein Wagen mit einem anderen Auto auf der Ruta 5 bei San Javier zusammenstieß. Er starb im Krankenhaus der Región del Maule an seinen schwerwiegenden Verletzungen.